# Donald Eugene Webb
Donald Eugene Webb (sinh Donald Eugene Perkins; 14 tháng 7 năm 1931 - 30 tháng 12 năm 1999)  là một tên tội phạm chuyên nghiệp bị truy nã vì tội trộm cắp và giết chết cảnh sát trưởng Gregory Adams tại thị trấn nhỏ Saxonburg, Pennsylvania ngày 4 tháng 12 năm 1980. Đó là vụ giết người đầu tiên trong lịch sử gần 150 năm của thị trấn.
Webb là một kẻ chạy trốn nổi bật trong Danh sách truy nã của FBI cho đến năm 2007, lập kỷ lục trong danh sách đó vào năm 1999, nhưng anh ta chưa bao giờ bị bắt. Năm 2010, hồ sơ của anh trong danh sách đó đã bị thay thế bởi một tên tội phạm khác. Vụ sát hại cảnh sát trưởng Adams không bao giờ được giải quyết bằng cách truy tố tên tội phạm; đó là vụ án lạnh kéo dài nhất của một sĩ quan cảnh sát trong nước. Vào tháng 7 năm 2017, hài cốt của Webb đã được phát hiện tại Massachusetts trên tài sản của vợ Lillian Webb. Cô đã giấu anh ta trong hai ngôi nhà của mình trong 19 năm, cho đến khi anh ta chết vì đột quỵ năm 1999.

## Bối cảnh và gia đình
Donald Eugene Perkins được sinh ra ở Thành phố Oklahoma vào năm 1931. Ông được ông nội nuôi dưỡng. Perkins nhập ngũ vào Hải quân Hoa Kỳ, nhưng đã nhận được một khoản tiền không trung thực.
Perkins đã hợp pháp đổi tên thành Webb vào năm 1956 tại Quận Bristol, Massachusetts.
Webb làm việc như một người bán thịt, nhân viên bán hàng, quản lý nhà hàng và thợ sửa chữa máy bán hàng tự động. Trước năm 1979, Webb đã trải qua thời gian dài ở Tây Nam, New England và Bờ Tây. Sau khi Webb mất tích năm 1980, người thân và đồng phạm tội phạm của anh ta liên tục từ chối hợp tác với các nhà điều tra.
Webb đã kết hôn với Lillian và họ có với nhau một đứa con trai. Năm 1981, vợ của Webb, Lillian sống ở South Dartmouth, Massachusetts. Cô làm nhân viên bán hàng cho một công ty hộp New Bedford hiện không còn tồn tại.   Năm 1999, có thông tin rằng Lillian, con trai bà và những người thân khác của Donald Webb đang sống ở khu vực Boston.

## Sự nghiệp hình sự
Webb đã có tiền án về tội trộm cắp, sở hữu tiền giả, sở hữu vũ khí và dụng cụ nguy hiểm, đột nhập và xâm nhập, cướp ngân hàng vũ trang, trộm cắp lớn và trộm xe. Vào giữa những năm 1970, Webb đã thụ án hai năm tù tại nhà tù bang New York.
FBI đã coi Webb là "bậc thầy về danh tính giả định". Cảnh sát New York và Pennsylvania đã mô tả Webb là "một tên trộm lưu manh rất thành thạo trong nghệ thuật mạo danh tội phạm". Webb được FBI xác định là một cộng sự của gia đình tội phạm Patriarca, người kiếm sống bằng cách cướp ngân hàng, cửa hàng trang sức và khách sạn cao cấp lên xuống Bờ Đông. Họ đã rào hàng hóa thông qua "đám đông" ở Providence, Rhode Island. Anh ta cũng tham gia vào một ê kíp tội phạm có tổ chức ở khu vực Miami, nơi anh ta cũng sẽ rào hàng hóa.
Năm 1979, Webb và hai đồng phạm bị cáo buộc đã trộm nhà ở ngoại ô Albany trong khi đóng giả làm thanh tra cống và nước. Webb và Frank Joseph Lach, một trong những đồng phạm, đã bị bắt tại Colonie, New York. Họ đã bị buộc tội vì tội trộm cắp, nhưng sau khi bảo lãnh của họ được đăng (bảo lãnh của Webb là 35.000 đô la), họ đã không xuất hiện tại một phiên tòa tháng 12 năm 1979.

### Frank Lach
Frank Joseph Lach (sinh ngày 23 tháng 11 năm 1940) có mối liên hệ mật thiết với Webb. Lach đến từ Cranston, Rhode Island  và được cho là có liên quan đến một băng đảng có trụ sở tại Massachusetts chịu trách nhiệm về một số vụ trộm đồ trang sức từ các khu dân cư và doanh nghiệp trong những năm 1960 và 1970, cũng như có liên quan đến tội phạm có tổ chức ở New England và Nam Florida.
Mặc dù mối liên hệ cuối cùng được biết đến của Webb và Lach là ở Allentown, Pennsylvania vào tháng 7 năm 1980, Lach được cho là đang ở với Webb khi anh ta giết chết Cảnh sát trưởng Gregory Adams vào tháng 12 năm 1980 tại Saxonburg. (Xem bên dưới) 
Lach sau đó bị FBI truy nã vì chuyến bay liên bang từ công lý; anh ta bị bắt ở South Miami, Florida vào tháng 5 năm 1982. Anh ta bị dẫn độ đến New York, nơi anh ta bị kết án vì tội trộm cắp và nhảy dù. Ông được tạm tha vào tháng 11 năm 1985. Vào tháng 2 năm 1986, ông bị kết tội bởi một bồi thẩm đoàn liên bang về âm mưu vận chuyển tài sản bị đánh cắp giữa các tiểu bang, và lái xe dưới ảnh hưởng và vi phạm tạm tha vào tháng 6 năm 1996. Lach phục vụ thời gian trong nhà tù liên bang và được thả ra vào tháng 10 năm 2000.

## Vụ mưu sát Gregory Adams
Vào ngày 04 tháng 12 năm 1980, Gregory B. Adams, 31 tuổi cảnh sát trưởng của Saxonburg, Pennsylvania, và chín năm kỳ cựu của việc thực thi pháp luật, tạo ra một điểm dừng giao thông thường xuyên trong bãi đậu xe của Cửa hàng lương thực Agway  trên Phố quản gia. Adams đã sử dụng xe tuần tra của mình để ngăn chặn nghi phạm bằng cách chặn lối ra của bãi đậu xe. Khi anh ta hỏi nghi phạm về bằng lái xe của mình, nghi phạm đã đưa ra các tài liệu nhận dạng gian lận và bắn Adams. Anh ta bắn trả, nhưng những phát súng không gây tử vong.
Người đàn ông được cho là Donald Eugene Webb đã ra khỏi xe và chiến đấu với Adams, giải giáp anh ta và rút súng ra bắn anh ta bằng khẩu súng lục ổ quay của chính anh ta. Các nhân chứng nghe thấy tiếng súng nổ; bốn tiếng động "pop", có lẽ là từ khẩu súng lục Colt bán tự động cỡ nòng 0,25, và "tiếng nổ" từ khẩu súng lục ổ quay của Adams. Anh ta bị bắn một lần vào cánh tay và một lần vào ngực ở cự ly gần. Bằng một tài khoản khác, Adams đã bị bắn hai phát vào ngực, một viên đạn làm sụp một lá phổi và một viên đạn khác xé rách trái tim anh.  Adams đã không mặc áo chống đạn vào thời điểm đó. Kẻ giết người lấy súng của Adams, chạy đến chiếc xe tuần tra của anh ta, rút micro của nó ra và lấy chìa khóa trước khi lái đi trong chính chiếc xe của anh ta.
Một người dân gần đó đã tìm thấy Adams bị thương nặng, anh ta nói với cô rằng anh ta không biết kẻ tấn công mình và anh ta nghĩ rằng anh ta sẽ không sống được. Adams bị thương rất tệ đến nỗi anh ta gần như không thể nhận ra. Adams bất tỉnh trên đường đến bệnh viện và chết vì vết thương. Ông được vợ Mary Ann Adams sống sót  và hai con trai của họ, Benjamin và Gregory, Jr. Adams được chôn cất tại Nghĩa trang St. Mary ở Herman, Pennsylvania.

## Cuộc điều tra
Một khẩu súng lục Colt cỡ nòng 0,25, máu nhóm O (nhóm máu của Webb) và bằng lái xe ở New Jersey mang tên Stanley John Portas, bí danh của Webb và tên của người chồng quá cố của vợ ông Lillian, là một trong những bằng chứng tìm thấy tại hiện trường vụ án mạng. Portas đã chết năm 1948. Webb được cho là đã ở Saxonburg cho một vụ trộm theo kế hoạch của một cửa hàng trang sức. Khẩu súng lục ổ quay của Adams sau đó được tìm thấy cách đó khoảng 7 đối (11 km) dọc theo đường Cornplanter ở Winfield, Pennsylvania. Tất cả sáu viên đạn của vũ khí đã được bắn. [dead link]
Một chiếc Mercury Cougar màu trắng, mà Webb đã thuê, được cho là dùng làm xe chạy trốn.   Hai tuần sau, nó được tìm thấy bị bỏ rơi tại một nhà nghỉ của Howard Johnson ở Warwick, Rhode Island. Một lượng đáng kể máu loại O được tìm thấy dưới tay lái, cho thấy Webb đã bị thương vì tiếng súng trong cuộc đấu tranh với Adams.
Webb được mệnh danh là nghi phạm chính trong vụ sát hại cảnh sát trưởng Adams, và một cuộc săn lùng toàn quốc bắt đầu. Anh ta bị buộc tội vắng mặt với tội giết người, cố gắng trộm cắp và chuyến bay bất hợp pháp để tránh bị truy tố. Lệnh bắt giữ liên bang đã được ban hành cho anh ta vào ngày 31 tháng 12. Vào ngày 4 tháng 5 năm 1981, Webb được mệnh danh là kẻ chạy trốn thứ 375 được đưa vào danh sách truy nã của FBI.

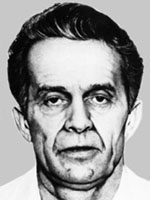
Bức ảnh nâng cao tuổi được FBI phát hành năm 1996.

Webb có mối quan hệ chặt chẽ với Fall River và New Bedford, Massachusetts, nơi mà lần nhìn thấy xác nhận cuối cùng về anh ta được thực hiện bởi một người đánh dấu ẩn danh vào tháng 7 năm 1981. Nó đã được báo cáo cho văn phòng FBI Boston, nhưng Webb đã bỏ trốn khi các nhà điều tra đến. Sau đó, có những lần nhìn thấy chưa được xác nhận về Webb, hoặc những người đàn ông giống anh ta, ở Massachusetts, Washington, Canada và Costa Rica.
Vào tháng 1 năm 1990, giám đốc FBI William S. Sessions đã nhận được một lá thư có dấu bưu điện ngày 23 tháng 1  và được viết bởi một người tự xưng là Webb, xin gia đình Adams tha thứ. Bức thư đề nghị anh ta có thể đầu hàng nhà chức trách, nhưng chỉ khi anh ta có thể nói chuyện trực tiếp với John Walsh, người dẫn chương trình truyền hình America's Most Wanted. Walsh cho biết trong chương trình của mình rằng các kỹ thuật viên bằng chứng của FBI đã kiểm tra bức thư và tin rằng đó là xác thực. Các xét nghiệm chữ viết tay không có kết luận  (Dù sao chúng cũng đã không được tính là bằng chứng pháp y chính xác.) Vào ngày 1 tháng 4 năm 1990, một người đàn ông tự xưng là Webb tên là John Walsh nhưng khi được đặt câu hỏi để xác nhận danh tính của mình, đã không thể kể tên hai người thân nhất của Webb. Cuộc gọi đã bị bác bỏ như một trò đùa Cá tháng Tư. Vụ án giết người được giới thiệu trong một tập của Những bí ẩn chưa được giải quyết.
Sau hơn 18 năm trong danh sách, vào ngày 14 tháng 9 năm 1999, Webb được ghi nhận là người chạy trốn với thời gian dài nhất trong danh sách truy nã của FBI, vượt qua kỷ lục trước đó do Charles Lee Herron nắm giữ.
Vào tháng 4 năm 2005, một người đàn ông không xác định ở Detroit đã được tìm thấy bằng cách sử dụng tên, tuổi và số an sinh xã hội của Webb. Cảnh sát Detroit đã theo dõi địa chỉ đến một ngôi nhà bị cháy trong một khu vực nghèo của thị trấn. Nhà chức trách coi đây là một trường hợp trộm cắp danh tính, tuy nhiên không bình thường.
FBI đã loại bỏ Webb khỏi danh sách truy nã vào ngày 31 tháng 3 năm 2007. Anh được thay thế bởi Shauntay Henderson. Webb giữ kỷ lục nằm trong danh sách truy nã của FBI lâu hơn bất kỳ kẻ chạy trốn nào khác cho đến năm 2010, khi Víctor Manuel Gerena vượt qua kỷ lục của mình. Mặc dù Webb vẫn là một kẻ chạy trốn được coi là có vũ trang và nguy hiểm bởi FBI, nhưng việc thiếu khách hàng tiềm năng khiến một số nhà điều tra tin rằng Webb đã chết.
Vào ngày 4 tháng 12 năm 2015, FBI đã tăng phần thưởng của họ lên 100.000 đô la cho thông tin dẫn đến việc bắt giữ Webb, hoặc đến vị trí hài cốt của anh ta. Các nhà điều tra chính, bao gồm đặc vụ FBI được giao nhiệm vụ tìm kiếm Webb, tin rằng anh ta vẫn còn sống.
Vào ngày 1 tháng 6 năm 2017, Mary Ann Adams Jones, góa phụ của cảnh sát trưởng (đã tái hôn), đã đệ đơn kiện đòi bồi thường dân sự đối với Donald Eugene Webb, vợ của ông Lillian Webb và con trai của họ là Stanley Webb. Các nhà điều tra của FBI đã thông báo rằng vào năm 2016, họ đã phát hiện ra một căn phòng bí mật ẩn đằng sau tủ quần áo dưới tầng hầm nhà của Lillian Webb ở North Dartmouth, Massachusetts. Căn phòng đã không tồn tại khi Lillian mua căn nhà. Các đặc vụ cũng phát hiện ra một cây gậy trong phòng mà họ tin rằng có thể đã được Webb sử dụng sau khi bị Adams bắn vào chân.
Vào ngày 15 tháng 6 năm 2017, FBI đã phát hành những bức ảnh mới có được về Webb được chụp vào những năm 1970. Họ hy vọng những thứ này sẽ hỗ trợ để có được sự giúp đỡ của công chúng trong việc bắt giữ Webb hoặc xác định vị trí của anh ta. Đối mặt với việc bị truy tố vì chứa chấp một tên tội phạm, Lillian Webb đã sắp xếp để thú nhận với cảnh sát và FBI. Cô kể về việc che chở Webb, và những cơn đau mà anh phải chịu gần cuối đời. Ông đã được điều trị tại một bệnh viện ở Massachusetts dưới cái tên giả định vì những vết thương nghiêm trọng ở chân vào năm 1980.
Cô đã dẫn FBI đến hài cốt của anh ta, được tìm thấy chôn cất trong khuôn viên ngôi nhà ở Dartmouth của cô. Điều này đã được công bố vào ngày 17 tháng 7 năm 2017, khi họ đã được các nhà điều tra pháp y của FBI xác định là thuộc về Webb. Các nhà điều tra thấy rằng Webb đã chết vào năm 1999 sau khi trải qua nhiều cơn đột quỵ. Các tài liệu của cảnh sát bang cho biết, Webb đã sống gần 19 năm được vợ giấu trong hai ngôi nhà khác nhau nơi cô sống trong thời gian đó.